# 용담명암산성동
용담·명암·산성동(龍潭·明岩·山城洞)은 충청북도 청주시 상당구에 있는 동으로 청주시의 동부에 있다. 상당산(491ｍ)과 정상에 있는 상당산성, 산내에서는 명암약수가 있고, 명암저수지와 청주랜드관리사업소 관할시설인 우암어린이회관과 청주동물원, 국립청주박물관이 있다.

## 역사
- 1897년 충청북도 청주군 동주내면
- 1914년 충청북도 청주군 용담리·명암리
- 1946년 충청북도 청원군 용담리·명암리
- 1963년 충청북도 청주시 용담·명암동
- 1973년 낭성면 산성리가 청주시에 편입되면서 용담·명암·산성동이 됨.
- 1995년 충청북도 청주시 상당구 용담·명암·산성동

## 관광 시설
- 국립청주박물관

## 관내 문화재
- 청주 상당산성 - 대한민국 사적 제212호
- 청주 구룡사 사적비 - 충청북도 유형문화재 제299호

## 놀이 시설
- 명암타워
- 청주랜드
  - 우암어린이회관
  - 청주동물원
- 청주드림랜드
- 명암유원지

## 교육
- 청주산성초등학교
- 용담초등학교
- 주성고등학교

## 아파트
| 단지명                        | 건설사         | 시행사           | 주소                             | 입주        | 비고                |
| ----------------------------- | -------------- | ---------------- | -------------------------------- | ----------- | ------------------- |
| 가좌마을 e-편한세상           | 대림산업       | 하나로종합건설㈜ | 상당구 호미로 330 (용담동)       | 2004년 10월 |                     |
| 가좌마을 세영첼시빌           | 세영종합건설㈜ | 세영종합건설㈜   | 상당구 수영로 327 (용담동)       | 2005년 1월  |                     |
| 가좌마을 5단지 부영           | ㈜부영         | ㈜부영           | 상당구 산성로116번길 23 (용담동) | 2004년 6월  |                     |
| 가좌마을 2단지 부영           | ㈜부영         | ㈜부영           | 상당구 호미로 329 (용담동)       | 2003년 7월  |                     |
| 가좌마을 3단지 e-그린타운 1차 | ㈜부영         | ㈜부영           | 상당구 호미로 317 (용담동)       | 2003년 7월  |                     |
| 우미린 에듀파크 2단지         | 우미건설       | 우미건설         | 상당구 수영로 359 (용담동)       | 2018년 2월  | 1단지는 용암동 소재 |